# Pseudotargionia anareolae
Pseudotargionia anareolae är en insektsart som beskrevs av Ben-dov 1974. Pseudotargionia anareolae ingår i släktet Pseudotargionia och familjen pansarsköldlöss. Inga underarter finns listade i Catalogue of Life.